# Fabrice Santoro
Fabrice Santoro (Tahití, 9 de desembre de 1972) és un exjugador de tennis francès.
En el seu palmarès hi ha 6 títols individuals, 24 en dobles masculins i un en dobles mixts, que li van permetre arribar ocupar els llocs 17 i 6 dels rànquings respectius de l'ATP. Entre els títols destaquen dos Open d'Austràlia consecutius en dobles masculins (2003 i 2004) d'un total de cinc finals disputades, i un títol de dobles mixts a Roland Garros (2005). Va allargar força la seva carrera i atípicament, la majoria dels seus títols els va aconseguir en la part final d'aquesta.
Després de la seva retirada va esdevenir entrenador de tennis, entre els quals destaca Milos Raonic.

## Torneigs de Grand Slam

### Dobles masculins: 5 (2−3)
| Resultat  | Núm. | Any  | Torneig              | Parella        | Oponents                      | Marcador           |
| --------- | ---- | ---- | -------------------- | -------------- | ----------------------------- | ------------------ |
| Finalista | 1.   | 2002 | Open d'Austràlia     | Michaël Llodra | Mark Knowles Daniel Nestor    | 6−7(4), 3−6        |
| Guanyador | 1.   | 2003 | Open d'Austràlia     | Michaël Llodra | Mark Knowles Daniel Nestor    | 6−4, 3−6, 6−3      |
| Guanyador | 2.   | 2004 | Open d'Austràlia (2) | Michaël Llodra | Bob Bryan Mike Bryan          | 7−6(4), 6−3        |
| Finalista | 2.   | 2004 | Roland Garros        | Michaël Llodra | Xavier Malisse Olivier Rochus | 5−7, 5−7           |
| Finalista | 3.   | 2006 | Wimbledon            | Nenad Zimonjić | Bob Bryan Mike Bryan          | 3−6, 6−4, 4−6, 2−6 |

### Dobles mixts: 1 (1−0)
| Resultat  | Núm. | Any  | Torneig       | Parella            | Oponents                         | Marcador      |
| --------- | ---- | ---- | ------------- | ------------------ | -------------------------------- | ------------- |
| Guanyador | 1.   | 2005 | Roland Garros | Daniela Hantuchová | Martina Navrátilová Leander Paes | 3−6, 6−3, 6−2 |

## Palmarès

### Individual: 12 (6−6)
| Llegenda (pre/post 2009)                                 |
| -------------------------------------------------------- |
| Grand Slams (0−0)                                        |
| Tennis Masters Cup / ATP Finals (0−0)                    |
| ATP Masters Series / ATP World Tour Masters 1000 (0−0)   |
| ATP International Series Gold / ATP World Tour 500 (1−0) |
| ATP International Series / ATP World Tour 250 (5−6)      |

| Títols per superfície |
| --------------------- |
| Dura (2−4)            |
| Gespa (2−1)           |
| Terra batuda (0−1)    |
| Moqueta (1−0)         |

| Resultat  | Núm. | Data                 | Torneig                    | Superfície   | Oponent           | Marcador                |
| --------- | ---- | -------------------- | -------------------------- | ------------ | ----------------- | ----------------------- |
| Finalista | 1.   | 7 d'octubre de 1990  | Tolosa, França             | Dura (i)     | Jonas Svensson    | 6−7(5), 2−6             |
| Finalista | 2.   | 7 de febrer de 1993  | Dubai, Emirats Àrabs Units | Dura         | Karel Nováček     | 4−6, 5−7                |
| Finalista | 3.   | 8 d'agost de 1994    | Kitzbühel, Àustria         | Terra batuda | Goran Ivanišević  | 2−6, 6−4, 6−4, 3−6, 2−6 |
| Guanyador | 1.   | 20 d'octubre de 1997 | Lió, França                | Moqueta (i)  | Tommy Haas        | 6−4, 6−4                |
| Finalista | 4.   | 12 de gener de 1998  | Doha, Qatar                | Dura         | Petr Korda        | 0−6, 3−6                |
| Guanyador | 2.   | 8 de febrer de 1999  | Marsella, França           | Dura (i)     | Arnaud Clément    | 6−3, 4−6, 6−4           |
| Finalista | 5.   | 9 de febrer de 1999  | Copenhaguen, Dinamarca     | Dura (i)     | Magnus Gustafsson | 4−6, 1−6                |
| Guanyador | 3.   | 10 de gener de 2000  | Doha                       | Dura         | Rainer Schüttler  | 3−6, 7−5, 3−0, retirada |
| Finalista | 6.   | 17 de juny de 2001   | Halle, Alemanya            | Gespa        | Thomas Johansson  | 3−6, 7−6(5), 2−6        |
| Guanyador | 4.   | 3 de març de 2002    | Dubai                      | Dura         | Younes El Aynaoui | 6−4, 3−6, 6−3           |
| Guanyador | 5.   | 15 de juliol de 2007 | Newport, Estats Units      | Gespa        | Nicolas Mahut     | 6−4, 6−4                |
| Guanyador | 6.   | 13 de juliol de 2008 | Newport (2)                | Gespa        | Prakash Amritraj  | 6−3, 7−5                |

### Dobles masculins: 42 (24−18)
| Llegenda (pre/post 2009)                                 |
| -------------------------------------------------------- |
| Grand Slams (2−3)                                        |
| Tennis Masters Cup / ATP Finals (1−1)                    |
| ATP Masters Series / ATP World Tour Masters 1000 (3−7)   |
| ATP International Series Gold / ATP World Tour 500 (3−1) |
| ATP International Series / ATP World Tour 250 (15−6)     |

| Títols per superfície |
| --------------------- |
| Dura (14−7)           |
| Gespa (1−2)           |
| Terra batuda (4−5)    |
| Moqueta (5−4)         |

| Resultat  | Núm. | Data                   | Torneig                                   | Superfície   | Parella            | Oponents                            | Marcador                      |
| --------- | ---- | ---------------------- | ----------------------------------------- | ------------ | ------------------ | ----------------------------------- | ----------------------------- |
| Guanyador | 1.   | 1 d'octubre de 1995    | Palerm, Itàlia                            | Terra batuda | Àlex Corretja      | Hendrik Jan Davids Piet Norval      | 6−7, 6−4, 6−3                 |
| Finalista | 1.   | 16 de febrer de 1997   | Marsella, França                          | Dura (i)     | Olivier Delaître   | Thomas Enqvist Magnus Larsson       | 3−6, 4−6                      |
| Finalista | 2.   | 20 d'octubre de 1997   | Lió, França                               | Moqueta (i)  | Olivier Delaître   | Ellis Ferreira Patrick Galbraith    | 6−3, 2−6, 4−6                 |
| Finalista | 3.   | 9 de novembre de 1997  | Moscou, Rússia                            | Moqueta (i)  | David Adams        | Martin Damm Cyril Suk               | 4−6, 3−6                      |
| Finalista | 4.   | 12 de gener de 1998    | Doha, Qatar                               | Dura         | Olivier Delaître   | Mahesh Bhupathi Leander Paes        | 4−6, 6−3, 4−6                 |
| Guanyador | 2.   | 26 de juliol de 1998   | Stuttgart, Alemanya                       | Terra batuda | Olivier Delaître   | Joshua Eagle Jim Grabb              | 6−1, 3−6, 6−3                 |
| Finalista | 5.   | 17 d'agost de 1998     | Cincinnati, Estats Units                  | Dura         | Olivier Delaître   | Mark Knowles Daniel Nestor          | 1−6, 1−2, retirada            |
| Guanyador | 3.   | 4 d'octubre de 1998    | Tolosa, França                            | Dura (i)     | Olivier Delaître   | Paul Haarhuis Jan Siemerink         | 6−2, 6−4                      |
| Guanyador | 4.   | 11 d'octubre de 1998   | Basilea, Suïssa                           | Dura (i)     | Olivier Delaître   | Piet Norval Kevin Ullyett           | 6−3, 7−6                      |
| Guanyador | 5.   | 26 d'octubre de 1998   | Lió                                       | Moqueta (i)  | Olivier Delaître   | Tomás Carbonell Francisco Roig      | 6−2, 6−2                      |
| Guanyador | 6.   | 29 d'agost de 1999     | Long Island, Estats Units                 | Dura         | Olivier Delaître   | Jan-Michael Gambill Scott Humphries | 7−5, 6−4                      |
| Guanyador | 7.   | 22 d'octubre de 2000   | Tolosa (2)                                | Dura (i)     | Julien Boutter     | Donald Johnson Piet Norval          | 7−6(8), 4−6, 7−6(5)           |
| Guanyador | 8.   | 19 de febrer de 2001   | Marsella                                  | Dura (i)     | Julien Boutter     | Michael Hill Jeff Tarango           | 7−6(7), 7−5                   |
| Finalista | 6.   | 27 de gener de 2002    | Open d'Austràlia, Austràlia               | Dura         | Michaël Llodra     | Mark Knowles Daniel Nestor          | 6−7(4), 3−6                   |
| Guanyador | 9.   | 3 de novembre de 2002  | París, França                             | Moqueta (i)  | Nicolas Escudé     | Gustavo Kuerten Cédric Pioline      | 6−3, 7−6(6)                   |
| Guanyador | 10.  | 26 de gener de 2003    | Open d'Austràlia                          | Dura         | Michaël Llodra     | Mark Knowles Daniel Nestor          | 6−4, 3−6, 6−3                 |
| Guanyador | 11.  | 16 de febrer de 2003   | Marsella (2)                              | Dura (i)     | Sébastien Grosjean | Tomáš Cibulec Pavel Vízner          | 6−1, 6−4                      |
| Finalista | 7.   | 20 d'abril de 2003     | Montecarlo, Mònaco                        | Terra batuda | Michaël Llodra     | Mahesh Bhupathi Max Mirnyi          | 4−6, 6−3, 6−7(6)              |
| Finalista | 8.   | 11 de maig de 2003     | Roma, Itàlia                              | Terra batuda | Michaël Llodra     | Wayne Arthurs Paul Hanley           | 1−6, 3−6                      |
| Finalista | 9.   | 5 d'octubre de 2003    | Metz, França                              | Dura (i)     | Michaël Llodra     | Julien Benneteau Nicolas Mahut      | 6−7(2), 3−6                   |
| Finalista | 10.  | 2 de novembre de 2003  | París                                     | Moqueta (i)  | Michaël Llodra     | Wayne Arthurs Paul Hanley           | 3−6, 6−1, 3−6                 |
| Finalista | 11.  | 16 de novembre de 2003 | Tennis Masters Cup, Houston, Estats Units | Dura         | Michaël Llodra     | Bob Bryan Mike Bryan                | 7−6(6), 3−6, 6−3, 6−7(3), 4−6 |
| Guanyador | 12.  | 18 de gener de 2004    | Auckland, Nova Zelanda                    | Dura         | Mahesh Bhupathi    | Jiří Novák Radek Štěpánek           | 4−6, 7−5, 6−3                 |
| Guanyador | 13.  | 1 de febrer de 2004    | Open d'Austràlia (2)                      | Dura         | Michaël Llodra     | Bob Bryan Mike Bryan                | 7−6(4), 6−3                   |
| Guanyador | 14.  | 7 de març de 2004      | Dubai, Emirats Àrabs Units                | Dura         | Mahesh Bhupathi    | Jonas Björkman Leander Paes         | 6−2, 4−6, 6−4                 |
| Finalista | 12.  | 6 de juny de 2004      | Roland Garros, França                     | Terra batuda | Michaël Llodra     | Xavier Malisse Olivier Rochus       | 5−7, 5−7                      |
| Finalista | 13.  | 7 de març de 2005      | Dubai                                     | Dura         | Jonas Björkman     | Martin Damm Radek Štěpánek          | 2−6, 4−6                      |
| Guanyador | 15.  | 9 de maig de 2005      | Roma                                      | Terra batuda | Michaël Llodra     | Bob Bryan Mike Bryan                | 6−4, 6−2                      |
| Finalista | 14.  | 16 de maig de 2005     | Hamburg, Alemanya                         | Terra batuda | Michaël Llodra     | Jonas Björkman Max Mirnyi           | 6−4, 6−7(2), 6−7(3)           |
| Guanyador | 16.  | 9 d'octubre de 2005    | Metz                                      | Dura (i)     | Michaël Llodra     | José Acasuso Sebastián Prieto       | 5−2, 3−5, 5−4                 |
| Guanyador | 17.  | 31 d'octubre de 2005   | Lió (2)                                   | Moqueta (i)  | Michaël Llodra     | Jeff Coetzee Rogier Wassen          | 6−3, 6−1                      |
| Guanyador | 18.  | 20 de novembre de 2005 | Tennis Masters Cup, Xangai, Xina          | Moqueta (i)  | Michaël Llodra     | Leander Paes Nenad Zimonjić         | 6−7(6), 6−3, 7−6(4)           |
| Guanyador | 19.  | 17 de gener de 2006    | Sydney, Austràlia                         | Dura         | Nenad Zimonjić     | František Čermák Leoš Friedl        | 6−1, 6−4                      |
| Finalista | 15.  | 23 d'abril de 2006     | Montecarlo                                | Terra batuda | Nenad Zimonjić     | Jonas Björkman Max Mirnyi           | 2−6, 6−7(2)                   |
| Guanyador | 20.  | 18 de juny de 2006     | Halle, Alemanya                           | Gespa        | Nenad Zimonjić     | Michael Kohlmann Rainer Schüttler   | 6−0, 6−4                      |
| Finalista | 16.  | 9 de juliol de 2006    | Wimbledon, Regne Unit                     | Gespa        | Nenad Zimonjić     | Bob Bryan Mike Bryan                | 3−6, 6−4, 4−6, 2−6            |
| Guanyador | 21.  | 8 d'octubre de 2006    | Metz (2)                                  | Dura (i)     | Richard Gasquet    | Julian Knowle Jürgen Melzer         | 3−6, 6−1, [11−9]              |
| Guanyador | 22.  | 15 d'octubre de 2006   | Moscou                                    | Moqueta (i)  | Nenad Zimonjić     | František Čermák Jaroslav Levinský  | 6−1, 7−5                      |
| Finalista | 17.  | 6 de novembre de 2006  | París (2)                                 | Moqueta (i)  | Nenad Zimonjić     | Arnaud Clément Michaël Llodra       | 6−7(4), 2−6                   |
| Guanyador | 23.  | 4 de març de 2007      | Dubai (2)                                 | Dura         | Nenad Zimonjić     | Mahesh Bhupathi Radek Štěpánek      | 7−5, 6−7(3), [10−7]           |
| Guanyador | 24.  | 13 de maig de 2007     | Roma (2)                                  | Terra batuda | Nenad Zimonjić     | Bob Bryan Mike Bryan                | 6−4, 6−7(4), [10−7]           |
| Finalista | 18.  | 17 de juny de 2007     | Halle                                     | Gespa        | Nenad Zimonjić     | Simon Aspelin Julian Knowle         | 4−6, 6−7(5)                   |

### Dobles mixts: 1 (1−0)
| Resultat  | Núm. | Data              | Torneig               | Superfície   | Parella            | Oponents                         | Marcador      |
| --------- | ---- | ----------------- | --------------------- | ------------ | ------------------ | -------------------------------- | ------------- |
| Guanyador | 1.   | 6 de juny de 2005 | Roland Garros, França | Terra batuda | Daniela Hantuchová | Martina Navrátilová Leander Paes | 3−6, 6−3, 6−2 |

### Equips: 3 (1−2)
| Resultat  | Núm. | Data                                   | Torneig                          | Superfície       | Equip                                                | Oponents                                                         | Marcador |
| --------- | ---- | -------------------------------------- | -------------------------------- | ---------------- | ---------------------------------------------------- | ---------------------------------------------------------------- | -------- |
| Finalista | 1.   | 3−5 de desembre de 1999                | Copa Davis, Niça, França         | Terra batuda (i) | Olivier Delaitre Sebastien Grosjean Cédric Pioline   | Lleyton Hewitt Mark Philippoussis Mark Woodforde Todd Woodbridge | 2−3      |
| Guanyador | 1.   | 30 de novembre − 2 de desembre de 2001 | Copa Davis, Melbourne, Austràlia | Gespa            | Nicolas Escude Sebastien Grosjean Cédric Pioline     | Wayne Arthurs Lleyton Hewitt Patrick Rafter Todd Woodbridge      | 3−2      |
| Finalista | 2.   | 29 de novembre − 1 de desembre de 2002 | Copa Davis, Niça, França         | Terra batuda (i) | Nicolas Escude Sebastien Grosjean Paul-Henri Mathieu | Mikhaïl Iujni Ievgueni Kàfelnikov Marat Safin Andrei Stoliarov   | 2−3      |

## Trajectòria

### Individual
| Torneig | 1989 | 1990  | 1991  | 1992  | 1993  | 1994  | 1995  | 1996 | 1997  | 1998  | 1999  | 2000  | 2001  | 2002  | 2003  | 2004  | 2005  | 2006  | 2007  | 2008  | 2009  | 2010 | Títols    | V − D     |
| --- | ---- | ----- | ----- | ----- | ----- | ----- | ----- | ---- | ----- | ----- | ----- | ----- | ----- | ----- | ----- | ----- | ----- | ----- | ----- | ----- | ----- | ---- | --------- | --------- |
| Open d'Austràlia | A    | A     | 1R    | A     | 2R    | 3R    | 2R    | 1R   | A     | 3R    | 4R    | 1R    | 2R    | 1R    | 3R    | 2R    | 1R    | QF    | 3R    | 2R    | 3R    | 1R   | 0 / 18    | 22 − 18   |
| Roland Garros | 1R   | 2R    | 4R    | 1R    | 1R    | 3R    | 1R    | A    | 1R    | 3R    | 1R    | 2R    | 4R    | 2R    | 2R    | 3R    | 1R    | 1R    | 1R    | 2R    | 1R    | A    | 0 / 20    | 17 − 20   |
| Wimbledon | A    | 1R    | A     | A     | A     | A     | 1R    | A    | 1R    | A     | 2R    | 2R    | 3R    | 2R    | 2R    | 2R    | 2R    | 2R    | 2R    | 1R    | 2R    | A    | 0 / 14    | 11 − 14   |
| US Open | A    | 3R    | 1R    | 2R    | 1R    | A     | 1R    | A    | 1R    | 3R    | 3R    | 1R    | 2R    | 1R    | 2R    | 3R    | 2R    | 1R    | 2R    | 1R    | 1R    | A    | 0 / 18    | 13 − 18   |
| Total Victòries−Derrotes                                                                                                   | 3−6  | 15−16 | 29−22 | 28−23 | 24−28 | 24−18 | 16−25 | 6−12 | 32−24 | 29−28 | 37−25 | 34−27 | 36−27 | 28−25 | 17−23 | 18−16 | 18−19 | 19−23 | 24−19 | 18−17 | 15−20 | 0−1  | 470 − 444 | 470 − 444 |
| Rànquing a final d'any | 235  | 62    | 43    | 43    | 55    | 46    | 102   | 118  | 29    | 41    | 34    | 31    | 22    | 35    | 62    | 52    | 58    | 52    | 37    | 52    | 68    | 142  |           |           |
| Llegenda: G: Guanyador; F: Finalista; SF: Semifinalista; QF: Quarts de final; Q: Qualificació; A: Absent; RR: Round Robin; |      |       |       |       |       |       |       |      |       |       |       |       |       |       |       |       |       |       |       |       |       |      |           |           |

### Dobles masculins
| Torneig | 1989 | 1990 | 1991 | 1992 | 1993 | 1994 | 1995  | 1996 | 1997  | 1998  | 1999  | 2000  | 2001  | 2002  | 2003  | 2004  | 2005  | 2006  | 2007  | 2008  | 2009 | Títols    | V − D     |
| --- | ---- | ---- | ---- | ---- | ---- | ---- | ----- | ---- | ----- | ----- | ----- | ----- | ----- | ----- | ----- | ----- | ----- | ----- | ----- | ----- | ---- | --------- | --------- |
| Open d'Austràlia | A    | A    | A    | A    | A    | A    | A     | 2R   | A     | 3R    | 3R    | 1R    | 1R    | F     | G     | G     | QF    | 3R    | QF    | QF    | 1R   | 2 / 13    | 33 − 11   |
| Roland Garros | A    | 1R   | 1R   | 1R   | 1R   | 1R   | 3R    | A    | 3R    | A     | 2R    | 3R    | 2R    | 2R    | 3R    | F     | 2R    | 1R    | SF    | 1R    | 1R   | 0 / 18    | 21 − 17   |
| Wimbledon | A    | A    | A    | A    | A    | A    | A     | A    | 2R    | A     | SF    | 3R    | 2R    | 1R    | 3R    | A     | A     | F     | SF    | 1R    | 1R   | 0 / 10    | 19 − 10   |
| US Open | A    | A    | A    | A    | A    | A    | A     | A    | 1R    | 1R    | 2R    | 2R    | 1R    | 2R    | SF    | 2R    | 1R    | QF    | 1R    | A     | 2R   | 0 / 12    | 12 − 11   |
| Total Victòries−Derrotes                                                                                                   | 0−1  | 3−6  | 3−5  | 0−2  | 0−1  | 3−4  | 10−10 | 5−10 | 28−20 | 37−23 | 26−19 | 16−20 | 14−15 | 29−22 | 44−19 | 29−11 | 38−16 | 45−19 | 29−12 | 14−14 | 8−14 | 381 − 263 | 381 − 263 |
| Rànquing a final d'any | 773  | 195  | 363  | 1009 | 1118 | 184  | 125   | 147  | 35    | 18    | 34    | 60    | 91    | 18    | 9     | 11    | 10    | 10    | 20    | 75    | 165  |           |           |
| Llegenda: G: Guanyador; F: Finalista; SF: Semifinalista; QF: Quarts de final; Q: Qualificació; A: Absent; RR: Round Robin; |      |      |      |      |      |      |       |      |       |       |       |       |       |       |       |       |       |       |       |       |      |           |           |

### Dobles mixts
| Open d'Austràlia | A  | A  | 1R | A | A  | 0 / 4 | 0 − 4 |
| Roland Garros | G  | 1R | 2R | A | A  | 1 / 3 | 6 − 3 |
| Wimbledon | A  | A  | SF | A | 3R | 0 / 2 | 6 − 2 |
| US Open | 1R | QF | 1R | A | A  | 0 / 3 | 2 − 3 |
| Llegenda: G: Guanyador; F: Finalista; SF: Semifinalista; QF: Quarts de final; Q: Qualificació; A: Absent; RR: Round Robin; |    |    |    |   |    |       |       |